# NGC 6774
NGC 6774 (również OCL 65 lub Ruprecht 147) – gromada otwarta znajdująca się w gwiazdozbiorze Strzelca. Odkrył ją John Herschel 27 lipca 1830 roku. Jest położona w odległości ok. 652 lat świetlnych od Słońca.